# Wings for Life World Run

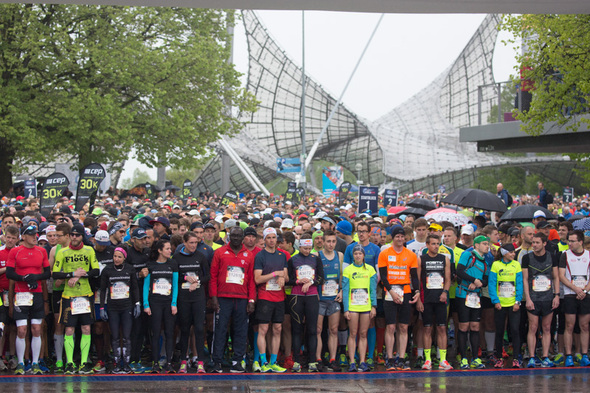
Départ d'une course à Munich.

La Wings for Life World Run est une course à pied disputée tous les ans depuis 2014 lors du premier week-end de mai [réf. nécessaire]
pour collecter des fonds pour la fondation à but non lucratif Wings for Life. Les frais d'inscriptions sont reversés entièrement à la fondation.
La Wings for Life World Run est une course particulière parce que les participants ne doivent pas courir une certaine distance contrairement à d'autres courses à pied ouvertes au public. Une demi-heure après le départ des participants, une voiture retrace le parcours. Les participants dépassés sont éliminés jusqu'à ce qu'il ne reste plus qu'une personne, le vainqueur.
Une autre caractéristique de la course est qu'elle a lieu en même temps, potentiellement partout sur la Terre. 34 endroits sont proposés en 2014 puis le nombre d'endroits avec voiture descend au profit d'une voiture virtuelle via l'application mobile.

## La Fondation Wings for Life et la Wings for Life World Run
La fondation à but non lucratif Wings for Life a été créée en 2004 par le double champion du monde de motocross Heinz Kinigadner et le fondateur de Red Bull Dietrich Mateschitz.
Son but est de trouver un remède aux lésions de la moelle épinière et à la paraplégie. [réf. nécessaire]
Pour ce faire, la fondation soutient financièrement la recherche et des études sur la moelle épinière. La gérante est Anita Gerhardter. Le fondateur Kinigadner est personnellement concerné parce que son frère et son fils, tous deux, anciens pilotes de motocross, sont paraplégiques .
Après deux ans de préparation la fondation a organisé la première Wings for Life World Run le 4 mai 2014 pour récolter des dons et porter l'attention sur les personnes paraplégiques, leurs problèmes de santé et leur quotidien. Après le succès de la première édition, la course a continué comme événement annuel. D'après le site officiel, Anita Gerhardter eu l'idée d'une course mondiale dont le dernier participant encore en course serait le vainqueur lors d'une escale à l'aéroport de Moscou. [réf. souhaitée]
Il s'agit d'une course ouverte au public où chacun, qu'il soit professionnel, membre d'un club ou non, peut participer. Les frais d'inscriptions sont entièrement reversés à la fondation et c'est Red Bull, le sponsor principal depuis la création de la compétition, qui couvre les coûts d'organisation de la course. Selon l'endroit choisi et le moment de l'inscription, le montant à verser varie un peu. En France il faut payer 25,00 euros[Combien ?] mais il est possible d'augmenter le don lors du processus d'inscription. Dans le cadre des éditions 2014 et 2015, 3 millions et 4,2 millions d'euros de dons ont été cumulés.
La devise de la course est : «Courir pour ceux qui ne le peuvent pas».

### «World» Run
Le nom Wings for Life World Run vient du fait que la course est organisée simultanément à 34 ou 35 lieux autour de la Terre. Cela veut dire que les participants en Europe ou Afrique courent en milieu de journée tandis que les participants en Asie et Australie courent l'après-midi ou le soir. Quant aux coureurs dans les continents américains, ils courent tôt le matin ou même la nuit.

### La «Catcher Car»
La course Wings for Life World Run est exceptionnelle parce qu'il ne faut pas courir une certaine distance par exemple 10 km ou 42,195 km comme pour un marathon. Grâce à cela, des coureurs de niveau très différents peuvent concourir ensemble.
Un parcours de 100 km est préparé à chaque lieu. Tous les participants partent ensemble, une voiture, la «Catcher Car» , roule sur le même parcours 30 minutes plus tard. Elle commence à 14 km/h et accélère d'1 km/h toutes les demi-heures. De 2014 à 2018 la voiture commençait à une vitesse de 15 km/h et l'augmentait d'1 km/h toutes les heures. Quand un coureur est dépassé, la course est terminée pour lui.
L'organisation propose des bus le long du parcours pour ramener les coureurs éliminés vers l'aire de départ. D'un point de vue sportif ce n'est donc pas le temps utilisé pour parcourir une certaine distance qui compte mais la distance parcourue avant d'être rattrapé par la Catcher Car .
La dernière coureuse et le dernier coureur en lice à chaque lieu sont les vainqueurs locaux et reçoivent le droit de participer l'année d'après à un lieu de leur choix. La femme et l'homme ayant parcouru la plus longue distance parmi tous les participants sont les champions mondiaux de la Wings for Life World Run et reçoivent un voyage autour du monde comme prix spécial .
Les conditions extérieures et les parcours sont parfois très différents. Les Catcher Cars sont contrôlées précisément grâce aux systèmes de positionnement global par satellites ce qui néanmoins permet une comparaison entre les différents lieux. Le tableau suivant montre la vitesse de la voiture en fonction du temps écoulé et la distance parcourue à chaque changement de vitesse.
| Temps après le départ HH:MM | Vitesse | Correspond à la distance |
| --------------------------- | ------- | ------------------------ |
| de 00:00 à 00:30            | 0 km/h  | 0 km                     |
| de 00:30 à 01:30            | 15 km/h | de 0 à 15 km             |
| de 01:30 à 02:30            | 16 km/h | de 15 à 32 km            |
| de 02:30 à 03:30            | 17 km/h | de 32 à 50 km            |
| de 03:30 à 05:30            | 20 km/h | de 50 à 90 km            |
| à partir de 05:30           | 35 km/h | plus de 90 km            |

| Temps après le départ HH:MM | Vitesse | Correspond à la distance |
| --------------------------- | ------- | ------------------------ |
| de 00:00 à 00:30            | 0 km/h  | 0 km                     |
| de 00:30 à 01:00            | 14 km/h | de 0 à 7 km              |
| de 01:00 à 01:30            | 15 km/h | de 7 à 14,5 km           |
| de 01:30 à 02:00            | 16 km/h | de 14,5 à 22,5 km        |
| de 02:00 à 02:30            | 17 km/h | de 22,5 à 31 km          |
| de 02:30 à 03:00            | 18 km/h | de 31 à 40 km            |
| de 03:00 à 03:30            | 22 km/h | de 40 à 51 km            |
| de 03:30 à 04:00            | 26 km/h | de 51 à 64 km            |
| de 04:00 à 04:30            | 30 km/h | de 64 à 79 km            |
| à partir de 04:30           | 34 km/h | plus de 79 km            |

1. 1 2  ajouté en 2021

## Wings for Life World Run 2014
La première Wings for Life World Run a eu lieu le 4 mai 2014 à 34 endroits autour de la terre. Le départ fut donné partout à 10:00 UTC, c'est-à-dire à 12:00 HAEC. Le Britannique champion du monde d'athlétisme Colin Jackson était le directeur sportif de la course .
L'événement sans précédent fut un succès. La course pour le championnat du monde fut serrée surtout pour la course masculine. Finalement c'est l'Éthiopien Lemawork Ketema qui fut sacré avec 78,58 km couru en Autriche (Donautal). Son total se portait à seulement 90 m de plus que le Péruvien Remigio Huaman Quispe qui courait à Lima et 180 m de plus qu'Evgnii Glyva d'Ukraine qui courait en Autriche comme Ketema.
Chez les dames la championne du monde fut la Norvégienne Elise Selvikvåg Molvik avec 54,79 km à Stavanger. Une prestation remarquable car elle n'avait que 18 ans et n'avait jamais couru plus de 30 km en compétition d'après le site officiel de la course. Avec 54,79 km elle prit la 42e place dans le classement masculin et féminin combiné. La Française Nathalie Vasseur avec 51,26 km à Hennebont et Svetlana Shepeleva de Moldavie avec 48,29 km à Alanya complétèrent le podium .
En tout 35 397 personnes dont plusieurs célébrités comme Mark Webber et Aksel Lund Svindal prirent le départ et parcoururent ensemble 530 928 km .
| Lieu          | Vainqueur                       | Classe d'âge | Distance (en km) | Classement global |
| ------------- | ------------------------------- | ------------ | ---------------- | ----------------- |
| Alanya        | Murat Kaya                      | M40          | 55,93            | 38                |
| Auckland      | Braden Currie                   | M25          | 45,34            | 140               |
| Barcelone     | Chema Martinez                  | M40          | 55,56            | 40                |
| Bratislava    | Boris Csiba                     | M30          | 50,22            | 68                |
| Bucarest      | Eugen Constantin Sorop          | M25          | 58,86            | 21                |
| Busselton     | David Kennedy                   | M35          | 43,89            | 168               |
| Cancún        | Crisanto Grajales               | M25          | 43,17            | 185               |
| Comporta      | António Sousa                   | M40          | 46,82            | 119               |
| Darmstadt     | Markus Mockenhaupt              | M30          | 56,87            | 32                |
| Denver        | Hunter Paris                    | M30          | 55,37            | 41                |
| Donautal      | Lemawork Ketema                 | M25          | 78,58            | 1                 |
| Drenthe       | Fréderique Lotin                | M25          | 54,31            | 44                |
| Florianópolis | Cesar Miguel Momesso dos Santos | M30          | 44,78            | 151               |
| Haryana       | Isaac Kipernoi                  | M25          | 41,11            | 250               |
| Hennebont     | Thibaut Baronian                | M25          | 59,35            | 18                |
| Hualien       | Chih Chun Li                    | M35          | 48,05            | 103               |
| Kakhétie      | Anatoli Oleinikovi              | M30          | 52,65            | 53                |
| Kalmar        | Thomas Pechhacker               | M30          | 50,50            | 65                |
| Kerry         | John O'Regan                    | M45          | 49,24            | 76                |
| Le Cap        | Coolboy Ngamole                 | M35          | 59,88            | 16                |
| Lima          | Remigio Huaman Quispe           | M30          | 78,49            | 2                 |
| Ljubljana     | David Plese                     | M30          | 59,74            | 17                |
| Olten         | Marco Kaminski                  | M50          | 56,51            | 34                |
| Pinamar       | Ignacio Ilarregui               | M35          | 57,08            | 31                |
| Poznań        | Grzegorz Urbańczyk              | M25          | 49,08            | 77                |
| Prairies      | Ryan King                       | M25          | 46,79            | 120               |
| Santa Clarita | Calum Neff                      | M30          | 58,52            | 22                |
| Santiago      | Pablo Gonzalez                  | M35          | 57,40            | 30                |
| Silverstone   | Paul Martelletti                | M35          | 69,37            | 5                 |
| Stavanger     | Svein Ove Risa                  | M40          | 63,36            | 12                |
| Sunrise       | Michael Wardian                 | M40          | 57,75            | 27                |
| Vérone        | Giorgio Calcaterra              | M40          | 72,96            | 4                 |
| Ypres         | Wouter Decock                   | M30          | 65,11            | 7                 |
| Zadar         | Goran Murić                     | M30          | 49,52            | 73                |

| Lieu          | Vainqueur              | Classe d'âge | Distance (en km) | Classement global |
| ------------- | ---------------------- | ------------ | ---------------- | ----------------- |
| Alanya        | Svetlana Shepeleva     | F45          | 48,29            | 3                 |
| Auckland      | Antonia Elliot         | F25          | 31,38            | 94                |
| Barcelone     | Miriam Garcia Heredia  | F30          | 42,91            | 11                |
| Bratislava    | Jana Zatlukalová       | F25          | 39,26            | 24                |
| Bucarest      | Liliana Maria Danci    | F18          | 39,03            | 25                |
| Busselton     | Laoise Thuama          | F25          | 36,30            | 39                |
| Cancún        | Anahi Inzunza          | F25          | 26,99            | 213               |
| Comporta      | Mária Santos           | F35          | 25,35            | 321               |
| Darmstadt     | Lea Bäuscher           | F30          | 46,23            | 5                 |
| Denver        | Erlena Josifi          | F18          | 33,53            | 66                |
| Donautal      | Julia Moser            | F18          | 34,87            | 53                |
| Drenthe       | Linda Vliet            | F25          | 31,75            | 85                |
| Florianópolis | Ana Borba              | F30          | 37,40            | 30                |
| Haryana       | Wahida Raheman         | F25          | 29,17            | 137               |
| Hennebont     | Nathalie Vasseur       | F45          | 51,26            | 2                 |
| Hualien       | 汪, 旖文               | F30          | 29,58            | 127               |
| Kakhétie      | Marielle Carmagnolle   | F55          | 25,34            | 323               |
| Kalmar        | Maria Lundgren         | F40          | 45,24            | 9                 |
| Kerry         | Alison Kirwan          | F30          | 30,19            | 115               |
| Le Cap        | Mfunzi Ntombesintu     | F30          | 47,57            | 4                 |
| Lima          | Ayde Quispe Ortiz      | F18          | 40,83            | 17                |
| Ljubljana     | Sylvie Tramoy          | F40          | 33,82            | 62                |
| Olten         | Daniela Ryf            | F25          | 44,44            | 10                |
| Pinamar       | Laura Gordiola         | F40          | 36,56            | 34                |
| Poznań        | Aga Głomb              | F18          | 38,81            | 27                |
| Prairies      | Chrissy Magneson       | F25          | 32,97            | 69                |
| Santa Clarita | Jeannie Rutherford     | F35          | 35,64            | 46                |
| Santiago      | Gabriela Cerda         | F18          | 31,82            | 83                |
| Silverstone   | Joanna Zakrzewski      | F35          | 45,39            | 7                 |
| Stavanger     | Elise Selvikvåg Molvik | F18          | 54,79            | 1                 |
| Sunrise       | Haley Chura            | F25          | 45,61            | 6                 |
| Vérone        | Astrid Kaltenboeck     | F40          | 35,49            | 48                |
| Ypres         | Nele Louwagie          | F35          | 34,68            | 54                |
| Zadar         | Kimberly ReMine        | F18          | 41,02            | 16                |

## Wings for Life World Run 2015
La deuxième édition du Wings for Life World Run fut organisée le 3 mai 2015 à 35 lieux. Cette fois-ci le départ fut donné à 11:00 UTC, c'est-à-dire 13:00 HAEC. Comme l'année d'avant le champion du monde d'athlétisme britannique Colin Jackson reprit la fonction de directeur sportif .
En tout 72 224 hommes et femmes, dont de nouveau, nombres de célébrités internationales comme Marcel Hirscher et Gregor Schlierenzauer, participèrent. Aksel Lund Svindal, coureur en 2014, était au volant de la Catcher Car de Stavanger en 2015. Comme lui entre autres Felix Baumgartner (à Bucarest) et David Coulthard (à Silverstone) soutenaient la course en tant que conducteurs .
D'un point de vue sportif les deux meilleurs de 2014 Lemawork Ketema et Remigio Huaman Quispe coururent au même endroit en Autriche. Ketema augmenta sa performance de l'année d'avant et devint une deuxième fois champion du monde avec 79,90 km. Quispe courut presque aussi loin qu'en 2014, 78,20 km, et se classe troisième. Il y eut de nouveau un duel à distance, cette fois-ci avec le Chilien César Díaz Hernández qui prit la deuxième place avec 78,31 km à Santiago et Giorgio Calcaterra qui récidiva en Italie en s'améliorant nettement: 78,06 km et la quatrième place mondiale.
La championne de 2014 Elise Molvik reprit le départ à Stavanger. Elle conserva le titre national mais arriva loin des meilleures à l'échelle mondiale avec 45,02 km. Le podium se composa en 2015 de Yuuko Watanabe (Japon, 56,33 km à Takashima), de Riana van Niekerk (Afrique du Sud, 55,21 km à Cape Town) et de Nathalie Vasseur (52,18 km à Sunrise), la deuxième de 2014. En tout seulement 81 hommes parcoururent plus de kilomètres que la première femme.
| Lieu              | Vainqueur                        | Classe d'âge | Distance (en km) | Classement global |
| ----------------- | -------------------------------- | ------------ | ---------------- | ----------------- |
| Aarhus            | Brian Hansen                     | M30          | 61,48            | 37                |
| Alanya            | Jose Requejo Santos              | M30          | 68,04            | 18                |
| Aranjuez - Madrid | Chema Martinez                   | M40          | 59,19            | 48                |
| Brasilia          | Juan Pablo de Lima Costa Salazar | M35          | 52,61            | 122               |
| Bratislava        | Philipp Aigner                   | M25          | 68,65            | 16                |
| Bréda             | Kevin Pletz                      | M18          | 50,29            | 172               |
| Bucarest          | Wouter Decock                    | M30          | 61,72            | 36                |
| Darmstadt         | Florian Neuschwander             | M30          | 74,56            | 6                 |
| Dubaï             | Sami Al Saidi                    | M30          | 44,92            | 323               |
| Dublin            | David Sheehy                     | M35          | 52,64            | 121               |
| Gurgaon           | Amit Dhankar                     | M18          | 57,38            | 70                |
| Kakhétie          | Anatoli Oleinikovi               | M30          | 57,39            | 69                |
| Kalmar - Öland    | Aron Anderson                    | M25          | 64,82            | 30                |
| Kolomna - Moscou  | Nikolay Yanalov                  | M30          | 70,19            | 11                |
| Le Cap            | Eric Ngubane                     | M30          | 68,86            | 14                |
| Lima              | Emerson Trujillo Flores          | M30          | 72,15            | 9                 |
| Ljubljana         | Robert Radojkovic                | M30          | 69,36            | 13                |
| Melbourne         | Michael Wardian                  | M40          | 70,66            | 10                |
| Munich            | Matthias Baur                    | M18          | 61,10            | 41                |
| Niagara Falls     | Blaine Penny                     | M40          | 65,41            | 26                |
| Niederösterreich  | Lemawork Ketema                  | M25          | 79,90            | 1                 |
| Olten             | Michael Boch                     | M30          | 70,14            | 12                |
| Porto             | Daniel Pinheiro                  | M30          | 67,39            | 20                |
| Poznań            | Bartosz Olszewski                | M30          | 73,46            | 8                 |
| Rouen             | Simon Munyutu                    | M35          | 73,51            | 7                 |
| Santa Clarita     | Thibaut Baronian                 | M25          | 55,15            | 90                |
| Santiago          | César Díaz Hernández             | M25          | 78,31            | 2                 |
| Silverstone       | Thomas Payn                      | M35          | 61,09            | 42                |
| Stavanger         | Jarle Risa                       | M35          | 58,80            | 50                |
| Sunrise           | Svein Risa                       | M40          | 54,88            | 93                |
| Takashima         | Kazuhiko Oki                     | M25          | 67,68            | 19                |
| Vérone            | Giorgio Calcaterra               | M40          | 78,06            | 4                 |
| Yilan             | Chih Pin Su                      | M35          | 57,62            | 66                |
| Ypres             | Pieter Rijnders                  | M35          | 61,99            | 35                |
| Zadar             | Matija Grabrovečki               | M35          | 57,36            | 71                |

| Lieu              | Vainqueur               | Classe d'âge | Distance (en km) | Classement global |
| ----------------- | ----------------------- | ------------ | ---------------- | ----------------- |
| Aarhus            | Lone Nielsen            | F35          | 48,97            | 10                |
| Alanya            | Svetlana Shepeleva      | F45          | 50,31            | 8                 |
| Aranjuez - Madrid | Mª Cruz Parras Morcillo | F25          | 31,89            | 193               |
| Brasilia          | Astrid Kaltenböck       | F40          | 44,28            | 22                |
| Bratislava        | Romana Komarnanska      | F25          | 41,85            | 30                |
| Bréda             | Sandra Laros            | F40          | 37,70            | 60                |
| Bucarest          | Liliana Danci           | F18          | 45,76            | 17                |
| Darmstadt         | Laura Chacon Biebach    | F25          | 51,78            | 4                 |
| Dubaï             | Katie Sloane            | F25          | 30,08            | 281               |
| Dublin            | Orna Dilworth           | F30          | 39,54            | 45                |
| Gurgaon           | Linah Chirchir          | F25          | 44,90            | 20                |
| Kakhétie          | Linda Vliet             | F35          | 32,01            | 191               |
| Kalmar - Öland    | Frida Södermark         | F35          | 42,09            | 29                |
| Kolomna - Moscou  | Irina Antropova         | F30          | 51,33            | 5                 |
| Le Cap            | Riana van Niekerk       | F35          | 55,21            | 2                 |
| Lima              | Rocio Carrion           | F45          | 35,13            | 107               |
| Ljubljana         | Žana Jereb              | F30          | 45,05            | 18                |
| Melbourne         | Kelly-Ann Varey         | F35          | 50,75            | 7                 |
| Munich            | Ingalena Heuck          | F25          | 49,54            | 9                 |
| Niagara Falls     | Lyne Bessette           | F40          | 47,44            | 13                |
| Niederösterreich  | Bernadette Schuster     | F30          | 47,06            | 15                |
| Olten             | Karen Sobrino           | F40          | 43,04            | 24                |
| Porto             | Doroteia Peixoto        | F30          | 41,70            | 32                |
| Poznań            | Dominika Stelmach       | F30          | 41,84            | 31                |
| Rouen             | Leaharna Marsden        | F30          | 35,93            | 95                |
| Santa Clarita     | Shannon Rahlves         | F40          | 37,01            | 72                |
| Santiago          | Karen Torrealba         | F30          | 47,68            | 12                |
| Silverstone       | Kate Carter             | F35          | 34,73            | 115               |
| Stavanger         | Elise Molvik            | F18          | 45,02            | 19                |
| Sunrise           | Nathalie Vasseur        | F45          | 52,18            | 3                 |
| Takashima         | Yuuko Watanabe          | F25          | 56,33            | 1                 |
| Vérone            | Chiara Moras            | F30          | 39,48            | 46                |
| Yilan             | Pei-Yu Cheng            | F25          | 37,45            | 64                |
| Ypres             | Deborah Ghyselen        | F25          | 40,63            | 38                |
| Zadar             | Nikolina Šustić         | F25          | 48,15            | 11                |

## Wings for Life World Run 2016
La Wings for Life World Run pris pour la troisième fois le départ le 8 mai 2016 à 11:00 UTC. Il y avait 34 lieux comme en 2014, dont deux aux États-Unis. Colin Jackson repris la fonction de directeur sportif de la course. Il y avait de nouveau des célébrités au volant des Catcher Cars,.
130 730 coureurs prirent le départ et parcoururent 1,2 million de kilomètres. 20 556 joignirent la course en tant que "Selfie Runners", c'est-à-dire ce qui ne courent pas à l'un des 34 endroits et qui simulent la Catcher Car avec une appli sur leur téléphone mobile. La Fondation reçut 6,6 millions d'euros ,.
L'ultrafondeur italien Giorgio Calcaterra remporta le titre en Italie pour la troisième fois et cette année aussi le championnat du monde. Avec 88,44 km il surpassa l'ancien record nettement. Pour la première fois la catcher car dut augmenter sa vitesse à 35 km/h pour le rattraper. Le Polonais Bartosz Olszewski, également plus de 80 km au Canada, et le Chilien Francisco Morales complétèrent le podium. Lemawork Ketema, vainqueur en 2014 et 2015, prit de nouveau le départ en Autriche et comme en 2014 courut longtemps côte à côte avec Evgenii Glyva. Ketema quitta la course prématurément après 41 km pour ne compromettre sa forme en vue de nouvelles compétitions.
Un bon nombre des meilleures performances vinrent de Takashima au Japon. Ce fut aussi l'endroit de la vainqueur féminine comme en 2015. Kaori Yoshida courut avec une distance de 65,71 km, 9,38 km de plus que le précédent record. Cette performance la place à la 18e position au classement hommes et femmes combiné. Les places suivantes furent pour l'Autrichienne Karin Freitag avec 59,08 km à Munich et Vera Nunes du Portugal avec 58,86 km. La vainqueur de 2015 Yuuko Watanabe réédita presque exactement sa performance de 2015 avec 56,37 km, la 5e place au classement global.

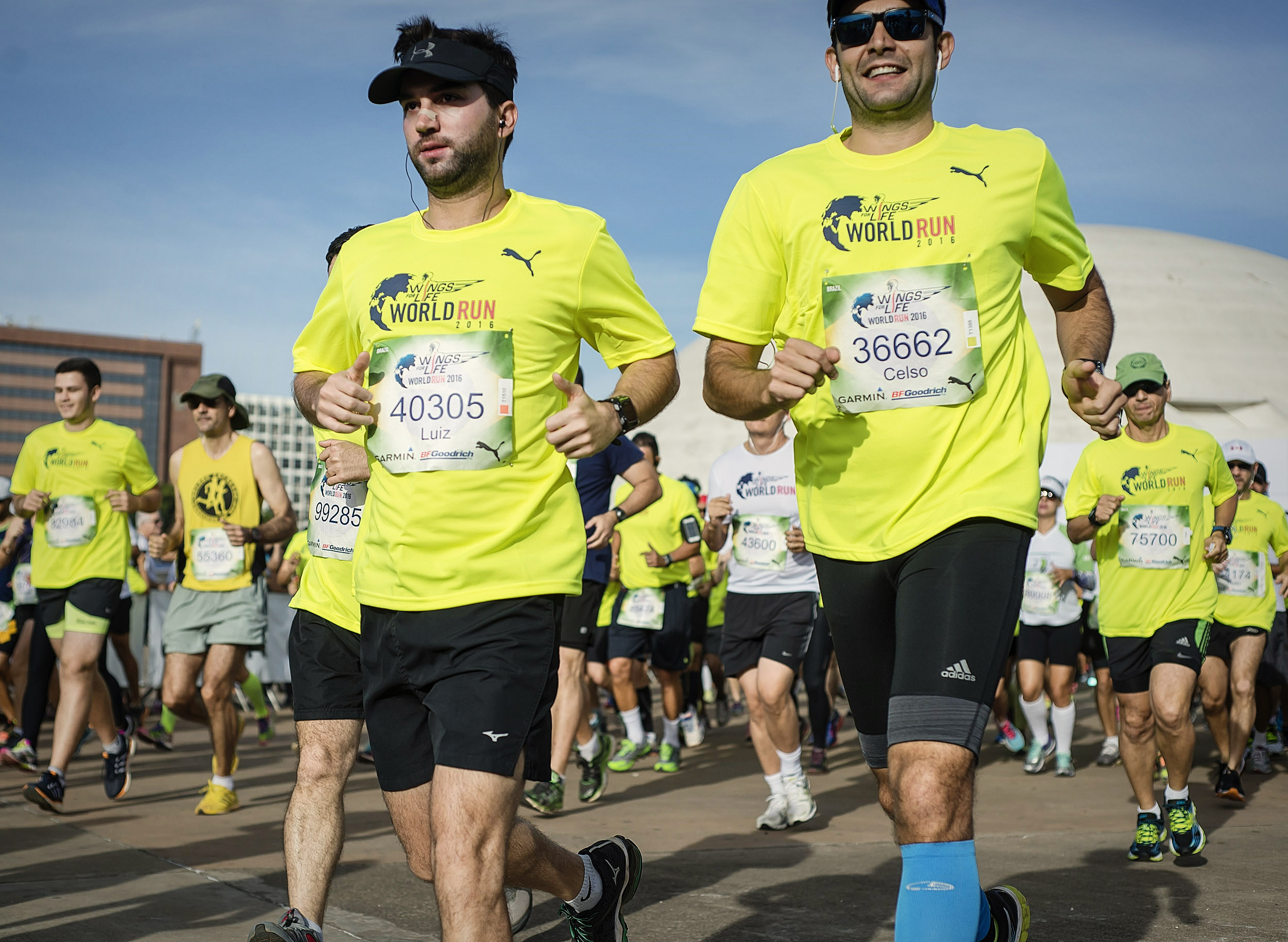
Wings for Life World Run 2016 à Brasilia, Brésil.

| Lieu             | Vainqueur                   | Classe d'âge | Distance (en km) | Classement global |
| ---------------- | --------------------------- | ------------ | ---------------- | ----------------- |
| Aarhus           | Mikkel Kleis                | M35          | 56,80            | 64                |
| Ahmedabad        | Titus Kariuki Wanderi Githu | M35          | 54,16            | 90                |
| Brasilia         | Thomas Payn                 | M35          | 56,52            | 66                |
| Bratislava       | Gabriel Švajda              | M30          | 54,15            | 91                |
| Bréda            | Emerson Trujillo            | M30          | 64,41            | 23                |
| Cambridge        | Steve Way                   | M40          | 63,75            | 27                |
| Dubaï            | Hélder Santos               | M30          | 54,34            | 87                |
| Dublin           | Paul Martelletti            | M35          | 73,77            | 6                 |
| Guadalajara      | Gabriel Morfin Torres       | M35          | 59,05            | 52                |
| Izmir            | Ahmet Bayram                | M40          | 52,78            | 109               |
| Kakhétie         | Liviu Croitoru              | M25          | 56,02            | 74                |
| Kalmar - Öland   | Pétur Bjarnason             | M35          | 57,95            | 56                |
| Kolomna - Moscou | Ivan Motorin                | M30          | 67,37            | 15                |
| Lima             | Charles Jhon Ayala Escribas | M35          | 63,91            | 25                |
| Ljubljana        | Vid Senica                  | M35          | 64,58            | 21                |
| Melbourne        | Barry Keem                  | M35          | 65,71            | 18                |
| Milan            | Giorgio Calcaterra          | M40          | 88,44            | 1                 |
| Munich           | Florian Neuschwander        | M30          | 63,66            | 28                |
| Niagara Falls    | Bartosz Olszewski           | M30          | 82,42            | 2                 |
| Olten            | Stefan Lüscher              | M35          | 57,63            | 58                |
| Porto            | António Sousa               | M45          | 69,46            | 10                |
| Poznań           | Tomasz Walerowicz           | M30          | 71,12            | 9                 |
| Pretoria         | Thibaut Baronian            | M25          | 62,84            | 31                |
| Rouen            | Teddy Bezancon              | M30          | 59,29            | 50                |
| Santa Clarita    | Samuel Bradbury             | M35          | 60,80            | 42                |
| Santiago         | Francisco Morales           | M25          | 75,47            | 3                 |
| Stavanger        | Yoann Stuck                 | M30          | 61,85            | 33                |
| Sunrise          | Simon Munyutu               | M35          | 61,54            | 36                |
| Takashima        | Nakajima Hiroki             | M25          | 74,51            | 5                 |
| Valence          | Jarle Risa                  | M35          | 65,51            | 20                |
| Vienne           | Evgenii Glyva               | M30          | 68,00            | 13                |
| Yilan            | Yi-Hsun Li                  | M30          | 56,84            | 63                |
| Ypres            | Stefan Van den Broek        | M40          | 65,64            | 19                |
| Zadar            | Dejan Patrčević             | M40          | 56,35            | 70                |

| Lieu             | Vainqueur                      | Classe d'âge | Distance (en km) | Classement global |
| ---------------- | ------------------------------ | ------------ | ---------------- | ----------------- |
| Aarhus           | Camilla Christensen            | F18          | 38,20            | 71                |
| Ahmedabad        | Kiranjit Kaur                  | F25          | 39,21            | 63                |
| Brasilia         | Leticia Saltori                | F25          | 51,09            | 16                |
| Bratislava       | Petra Fašungová                | F25          | 40,30            | 52                |
| Bréda            | Diana Golek                    | F30          | 38,91            | 65                |
| Cambridge        | Caitriona Jennings             | F35          | 55,08            | 9                 |
| Dubaï            | Carolina Gutierrez             | F30          | 21,52            | 1448              |
| Dublin           | Sarah Mulligan                 | F25          | 45,64            | 32                |
| Guadalajara      | Rosalva Gudiño Gonzalez        | F35          | 37,40            | 81                |
| Izmir            | Svetlana Shepeleva             | F45          | 45,74            | 30                |
| Kakhétie         | Yana Khmeleva                  | F35          | 34,93            | 119               |
| Kalmar - Öland   | Linnea Winberg                 | F30          | 40,14            | 54                |
| Kolomna - Moscou | Elena Nurgalieva               | F40          | 55,39            | 7                 |
| Lima             | Jessica Gabriela Paz Rodríguez | F18          | 35,36            | 109               |
| Ljubljana        | Lucija Krkoč                   | F25          | 50,84            | 17                |
| Melbourne        | Dominika Stelmach              | F30          | 55,25            | 8                 |
| Milan            | Katia Chiara Figini            | F40          | 51,61            | 15                |
| Munich           | Karin Freitag                  | F35          | 59,08            | 2                 |
| Niagara Falls    | Doroteia Peixoto               | F30          | 55,44            | 6                 |
| Olten            | Pamela Veith                   | F40          | 39,60            | 58                |
| Porto            | Vera Nunes                     | F35          | 58,86            | 3                 |
| Poznań           | Agnieszka Janasiak             | F35          | 39,94            | 56                |
| Pretoria         | Onneile Dintwe                 | F30          | 52,71            | 11                |
| Rouen            | Anna Wasik                     | F30          | 43,44            | 38                |
| Santa Clarita    | Maibritt Daugaard              | F30          | 49,45            | 20                |
| Santiago         | Frida Södermark                | F35          | 52,37            | 12                |
| Stavanger        | Nikolina Šustić                | F25          | 50,03            | 19                |
| Sunrise          | Nathalie Vasseur               | F50          | 54,53            | 10                |
| Takashima        | Kaori Yoshida                  | F30          | 65,71            | 1                 |
| Valence          | Cristina Gonzalez Garcia       | F30          | 46,31            | 28                |
| Vienne           | Cornelia Moser                 | F18          | 56,88            | 4                 |
| Yilan            | Yafen Ya                       | F25          | 37,92            | 75                |
| Ypres            | Rebecca Nkapiani               | F40          | 35,91            | 101               |
| Zadar            | Katarina Lovrantova            | F30          | 45,55            | 33                |

## Wings for Life World Run 2017
C'est le 7 mai 2017 que la quatrième Wings for Life World Run a eu lieu avec 155.288 participants répartis sur les 25 courses.

Le paraplégique suédois Aron Anderson établit un nouveau record en fauteuil roulant « normal » (les fauteuils de course ne sont pas autorisés) malgré la chaleur de Dubaï, 92,14 km. La course féminine voit aussi un nouveau record, Dominika Stelmach de Pologne gagne avec 68,21 km à Santiago au Chili.
Un total de 6,8 millions d'euros reviennent à la fondation.
| Lieu              | Vainqueur                 | Classe d'âge | Distance (en km) | Classement global |
| ----------------- | ------------------------- | ------------ | ---------------- | ----------------- |
| Brasília          | Luis Felipe Leite Barboza | M25          | 58,88            | 67                |
| Bratislava        | Marek Mockovčiak          | M35          | 62,95            | 47                |
| Breda             | Philipp Aigner            | M25          | 71,37            | 8                 |
| Cambridge         | Jacek Cieluszecki         | M35          | 68,8             | 12                |
| Dubai             | Aron Anderson             | M25          | 92,14            | 1                 |
| Guadalajara       | Roberto Meier             | M25          | 68,14            | 18                |
| Izmir             | Veysi Aslan               | M30          | 57,51            | 77                |
| Kakhetie          | Giorgi Shekrelidze        | M35          | 35,43            | 1741              |
| Kalmar/Öland      | Elov Olsson               | M25          | 75,05            | 7                 |
| Kolomna           | Shishov Konstantin        | M30          | 70,39            | 9                 |
| Ljubljana         | Ivan Motorin              | M30          | 62,13            | 52                |
| Melbourne         | Teddy Bezancon            | M30          | 70,22            | 10                |
| Milan             | Bartosz Olszewski         | M30          | 88,24            | 2                 |
| Munich            | Sebastian Hallmann        | M40          | 68,47            | 15                |
| Olten             | Sylvère Pruvost           | M30          | 68,11            | 19                |
| Poznań            | Tomasz Walerowicz         | M35          | 85,14            | 5                 |
| Pretoria          | Renier Grobler            | M30          | 63,07            | 42                |
| Santa Clarita, CA | Dan Berteletti            | M30          | 69               | 11                |
| Santiago          | Manuelito Figueroa        | M30          | 67,41            | 21                |
| Stavanger         | Emerson Trujillo          | M35          | 67,43            | 20                |
| Sunrise           | Calum Neff                | M30          | 65,66            | 30                |
| Tainan            | Chih Chun Li              | M40          | 52,37            | 141               |
| Valencia          | Chema Martínez            | M45          | 66,25            | 25                |
| Vienne            | Lemawork Ketema           | M30          | 87,16            | 3                 |
| Zadar             | Robert Radojkovic         | M35          | 65,53            | 31                |

| Lieu              | Vainqueur                | Classe d'âge | Distance (en km) | Classement global |
| ----------------- | ------------------------ | ------------ | ---------------- | ----------------- |
| Brasília          | Leticia Da Silva Saltori | F25          | 44,93            | 39                |
| Bratislava        | Jo Meek                  | F35          | 54,38            | 13                |
| Breda             | Laura Chacon Biebach     | F25          | 55,07            | 12                |
| Cambridge         | Nikolina Šustić          | F25          | 55,14            | 10                |
| Dubai             | Emily Waugh              | F18          | 43,01            | 52                |
| Guadalajara       | Frida Södermark          | F35          | 47,62            | 29                |
| Izmir             | Meryem Gündoğdu          | F30          | 39,43            | 93                |
| Kakhetie          | Nino Miqadze             | F18          | 29               | 484               |
| Kalmar/Öland      | Sophia Sundberg          | F30          | 55,29            | 8                 |
| Kolomna           | Alexandra Morozova       | F25          | 57,59            | 6                 |
| Ljubljana         | Eva Zorman               | F18          | 40,11            | 84                |
| Melbourne         | Olesya Nurgalieva        | F40          | 60,97            | 4                 |
| Milan             | Cornelia Moser           | F18          | 62,37            | 2                 |
| Munich            | Bianca Meyer             | F40          | 51,23            | 21                |
| Olten             | Diana Müller             | F30          | 46,81            | 34                |
| Poznań            | Joasia Zakrzewski        | F40          | 52,26            | 14                |
| Pretoria          | Landie Greyling          | F30          | 37,44            | 121               |
| Santa Clarita, CA | Nathalie Vasseur         | F50          | 57,24            | 7                 |
| Santiago          | Dominika Stelmach        | F35          | 68,21            | 1                 |
| Stavanger         | Therese Nordbø           | F25          | 46,88            | 33                |
| Sunrise           | Ana Villegas             | F35          | 43,86            | 46                |
| Tainan            | Maibritt Daugaard        | F30          | 42,5             | 58                |
| Valencia          | Betinha Pereira          | F35          | 49,35            | 26                |
| Vienne            | Karin Freitag            | F35          | 51,72            | 19                |
| Zadar             | Željka Šaban             | F30          | 44,73            | 43                |

## Wings for Life World Run 2018
La cinquième édition prend le départ le 6 mai 2018 à 11 heures UTC.
| Lieu           | Vainqueur                  | Classe d'âge | Distance (en km) | Classement global |
| -------------- | -------------------------- | ------------ | ---------------- | ----------------- |
| Izmir          | Murat Kaya                 | M40          | 62,01            | 15                |
| Kakhetie       | Aleksandr Tscheburkin      | M35          | 74,69            | 3                 |
| Melbourne      | Jacek Cieluszecki          | M40          | 67,30            | 8                 |
| Munich         | Andreas Straßner           | M35          | 76,77            | 2                 |
| Poznań         | Dariusz Nożyński           | M35          | 66,86            | 9                 |
| Pretoria       | Admire Muzopambwa          | M30          | 63,24            | 14                |
| Rio de Janeiro | José Eraldo Lima           | M35          | 63,71            | 12                |
| Sunrise        | Aron Anderson              | M30          | 89,85            | 1                 |
| Taoyuan        | Luís Ricardo Beato Pereira | M35          | 58,74            | 22                |
| Vienne         | Wolfgang Wallner           | M50          | 64,18            | 11                |
| Zadar          | Karl Aumayr                | M35          | 68,01            | 7                 |
| Zoug           | Niklas Sjöblom             | M30          | 70,10            | 4                 |

| Lieu           | Vainqueur            | Classe d'âge | Distance (en km) | Classement global |
| -------------- | -------------------- | ------------ | ---------------- | ----------------- |
| Izmir          | Olesya Nurgalieva    | F40          | 53,61            | 3                 |
| Kakhetie       | Nina Zarina          | F30          | 47,34            | 12                |
| Melbourne      | Ana Villegas         | F35          | 46,94            | 13                |
| Munich         | Vera Nunes           | F35          | 53,78            | 1                 |
| Poznań         | Wioletta Paduszyńska | F30          | 48,13            | 10                |
| Pretoria       | Dominika Stelmach    | F35          | 49,42            | 5                 |
| Rio de Janeiro | Eva Zorman           | F18          | 48,11            | 11                |
| Sunrise        | Nathalie Vasseur     | F50          | 48,74            | 8                 |
| Taoyuan        | Frida Södermark      | F30          | 41,3             | 26                |
| Vienne         | Alex Roudayna        | F25          | 49,18            | 6                 |
| Zadar          | Martina Burzova      | F35          | 32,74            | 116               |
| Zoug           | Nikolina Šustić      | F30          | 53,73            | 2                 |

## Wings for Life World Run 2019
La cinquième édition prend le départ le 5 mai 2019 à 11 heures UTC.
A coté des 12 lieu "Event", avec une vraie Catcher Car, une centaine de courses "App Run" sont également organisées. Les participants sont suivis par leur smartphones, une alarme indique quand la "Catcher Car virtuelle" les ratrappe. Comme la vitesse de la voiture pour les distances au dela d'un marathon a augmenté comparé aux éditions précédentes, les performances sont moindres.
| Lieu           | Vainqueur           | Classe d'âge | Distance (en km) | Classement global |
| -------------- | ------------------- | ------------ | ---------------- | ----------------- |
| Izmir          | Ivan Motorin        | M30          | 64,37            | 1                 |
| Kakhetie       | Levan Chokheli      | M25          | 53,80            | 29                |
| Melbourne      | Aleksandr Cheburkin | M35          | 58,74            | 7                 |
| Munich         | David Schönherr     | M30          | 62,68            | 2                 |
| Poznań         | Tomasz Osmulski     | M35          | 55,59            | 14                |
| Pretoria       | Niklas Sjöblom      | M30          | 53,84            | 27                |
| Rio de Janeiro | Andreas Straßner    | M40          | 61,25            | 4                 |
| Sunrise        | Dariusz Nożyński    | M35          | 51,10            | 62                |
| Taichung       | Chih Chun Li        | M40          | 53,27            | 38                |
| Vienne         | Wojtek Baran        | M35          | 54,47            | 19                |
| Zadar          | Robert Radojkovic   | M35          | 56,19            | 12                |
| Zoug           | Francesco Mascherpa | M18          | 57,66            | 8                 |

| Lieu           | Vainqueur                 | Classe d'âge | Distance (en km) | Classement global |
| -------------- | ------------------------- | ------------ | ---------------- | ----------------- |
| Izmir          | Gülçin Arasan             | F18          | 38,92            | 39                |
| Kakhetie       | Gaiane Ustian             | F25          | 32,29            | 174               |
| Melbourne      | Vera Nunes                | F35          | 47,79            | 7                 |
| Munich         | Nikolina Šustić Stanković | F30          | 52,97            | 3                 |
| Poznań         | Agnieszka Kowalczyk       | F30          | 43,11            | 14                |
| Pretoria       | Olesja Nurgalijewa        | F40          | 42,83            | 15                |
| Rio de Janeiro | Dominika Stelmach         | F30          | 53,56            | 2                 |
| Sunrise        | Wioletta Paduszynska      | F30          | 40,49            | 27                |
| Taichung       | Eva Zorman                | F18          | 42,16            | 19                |
| Vienne         | Karin Freitag             | F35          | 49,16            | 5                 |
| Zadar          | Ines Jozić                | F18          | 48,70            | 6                 |
| Zoug           | Nina Zarina               | F30          | 53,72            | 1                 |

## Wings for Life World Run 2020
La course devait avoir lieu le 3 mai, comme toujours le premier dimanche de mai. 13 endroits avaient été sélectionné comme "Flagship Runs", c'est-à-dire une course avec une réelle catcher car. Cela marquait également le retour de la France et du Royaume-Uni comme pays organisateurs. À cause de la pandémie de Covid-19, l'organisateur annonce le 13 mars l'annulation des Flagship Runs ainsi que les courses avec application smartphone organisées. La seule façon de participer restant la course individuelle avec application sur son propre téléphone portable.
77 103 personnes de 171 pays différents ont participé chacun pour soi avec l'application smartphone à la course le 3 mai 2020 à 11 h 0 UTC. Environ 2,8 millions d'euros ont été récoltés pour la fondation. Seul un classement global a été présenté.
| Classement global | Nom                  | Classe d'âge | Distance (en km) |
| ----------------- | -------------------- | ------------ | ---------------- |
| 1                 | Michael Taylor       | M35          | 69,92            |
| 2                 | Aron Anderson        | M30          | 68,15            |
| 3                 | Dariusz Nożyński     | M40          | 67,10            |
| 4                 | Florian Neuschwander | M35          | 63,25            |
| 5                 | Niklas Sjöblom       | M35          | 62,12            |
| 6                 | Aleksandr Storozhev  | M25          | 57,73            |
| 7                 | Lukas Oberhauser     | M25          | 57,18            |
| 8                 | Tomasz Osmulski      | M35          | 57,17            |
| 9                 | Wolfgang Wallner     | M55          | 57,09            |
| 10                | Patrick König        | M30          | 56,72            |

| Classement global | Nom                | Classe d'âge | Distance (en km) |
| ----------------- | ------------------ | ------------ | ---------------- |
| 1                 | Nina Zarina        | F30          | 54,23            |
| 2                 | Dominika Stelmach  | F35          | 51,25            |
| 3                 | Martyna Kantor     | F30          | 50,38            |
| 4                 | Dioni Gorla        | F18          | 50,16            |
| 5                 | Devon Yanko        | F35          | 50,00            |
| 6                 | Alexandra Morozova | F30          | 49,92            |
| 7                 | Thea Heim          | F25          | 48,04            |
| 8                 | Tabea Themann      | F25          | 46,89            |
| 9                 | Vera Nunes         | F40          | 46,73            |
| 10                | Nora Havlinova     | F18          | 46,64            |

## Wings for Life World Run 2021
Le 9 mai 2021 184.236 personnes de 195 pays se présentent sur les lignes de départ virtuelles. Comme en 2020 il n'y a pas de "Flagship Runs", seulement l'option de la course personnelle avec l'application sur le téléphone portable. Au total plus de 4 millions d'euro sont collectés.
Sur le coté sportif Aron Anderson et Nina Zarina remportent leurs troisième titres. Pour Nina Zarina il s'agit même du troisième titre consécutif, seuls les trois meilleurs hommes parvenant à courir une distance plus longue qu'elle.
| Classement global | Nom                             | Classe d'âge | Distance (en km) |
| ----------------- | ------------------------------- | ------------ | ---------------- |
| 1                 | Aron Anderson                   | M30          | 66,85            |
| 2                 | Dariusz Nożyński                | M40          | 66,20            |
| 3                 | David Schönherr                 | M30          | 62,47            |
| 4                 | Raphael Josef                   | M30          | 59,94            |
| 5                 | Ivan Motorin                    | M35          | 59,93            |
| 6                 | David Kilgore                   | M25          | 59,43            |
| 7                 | Florian Neuschwander            | M35          | 57,12            |
| 8                 | Francisco Javier Mendez Morales | M30          | 56,59            |
| 9                 | Wolfgang Wallner                | M55          | 56,16            |
| 10                | Magnus Warwik                   | M25          | 55,05            |

| Classement global | Nom                    | Classe d'âge | Distance (en km) |
| ----------------- | ---------------------- | ------------ | ---------------- |
| 1                 | Nina Zarina            | F30          | 60,16            |
| 2                 | Vera Nunes             | F40          | 48,51            |
| 3                 | Nikola Čorbová         | F40          | 48,06            |
| 4                 | Karen Torrealba Cortés | F40          | 46,03            |
| 5                 | Margit Lazzeri         | F45          | 44,75            |
| 6                 | Aman Kaori             | F30          | 44,30            |
| 7                 | Anja Kobs              | F40          | 43,22            |
| 8                 | Johanna Davidila       | F45          | 42,53            |
| 9                 | Sabine Burgdorf        | F40          | 42,51            |
| 10                | Sarah Dreier           | F25          | 42,45            |

## Wings for Life World Run 2022
2022 amène un certain retour à la normale avec 7 "Flagship Runs" en Europe et beaucoup d'"App Runs" organisées autour du monde. 161.892 personnes représentant 192 pays ont participé le 8 mai pour récolter 4,7 millions d'euros. Plus d'un million de coureurs ont donc participé à au moins une édition.
C'est de nouveau Nina Zarina qui a remporté le titre féminin, un coureur d'"App Run" japonais gagnant le titre chez les hommes. Aucun record n'a été battu, mais la concurrence pour les victoires globales et locales a été serrée.
| Classement global | Nom                  | Lieu                  | Classe d'âge | Distance (en km) |
| ----------------- | -------------------- | --------------------- | ------------ | ---------------- |
| 1                 | Jo Fukuda            | Fukuoka               | M30          | 64,43            |
| 2                 | Dariusz Nożyński     | Poznań (Flagship Run) | M40          | 63,93            |
| 3                 | Jonas Müller         | App Run               | M25          | 63,69            |
| 4                 | Raphael Josef        | Zoug (Flagship Run)   | M30          | 63,59            |
| 5                 | Tom Evans            | Vienne (Flagship Run) | M30          | 63,41            |
| 6                 | Markus Scheller      | App Run               | M30          | 61,63            |
| 7                 | Üzeyir Söylemez      | Izmir (Flagship Run)  | M30          | 61,23            |
| 8                 | Florian Neuschwander | Munich (Flagship Run) | M40          | 61,07            |
| 9                 | Iream Can Ayaz       | Izmir (Flagship Run)  | M30          | 60,50            |
| 10                | Andreas Stöckl       | Vienne (Flagship Run) | M25          | 59,49            |

| Classement global | Nom                  | Lieu                     | Classe d'âge | Distance (en km) |
| ----------------- | -------------------- | ------------------------ | ------------ | ---------------- |
| 1                 | Nina Zarina          | Santa Monica             | F35          | 56,00            |
| 2                 | Patrycja Talar       | Poznań (Flagship Run)    | F35          | 53,56            |
| 3                 | Sophia Sundberg      | Ljubljana (Flagship Run) | F35          | 49,39            |
| 4                 | Dominika Stelmach    | Munich (Flagship Run)    | F40          | 48,25            |
| 5                 | Kasia Szkoda         | Poznań (Flagship Run)    | F30          | 47,02            |
| 6                 | Therese Nordbø       | App Run                  | F30          | 44,76            |
| 7                 | Kerstin Springer     | Vienne (Flagship Run)    | F18          | 44,20            |
| 8                 | Ines Preiß           | Vienne (Flagship Run)    | F25          | 44,07            |
| 9                 | Luzia Buehler        | Zoug (Flagship Run)      | F40          | 43,97            |
| 10                | Wioletta Paduszynska | Zadar (Flagship Run)     | F35          | 43,56            |

| Lieu      | Vainqueur            | Classe d'âge | Distance (en km) | Classement global |
| --------- | -------------------- | ------------ | ---------------- | ----------------- |
| Izmir     | Üzeyir Söylemez      | M30          | 61,23            | 7                 |
| Ljubljana | Denis Šketako        | M30          | 55,58            | 17                |
| Munich    | Florian Neuschwander | M40          | 61,07            | 8                 |
| Poznań    | Dariusz Nożyński     | M40          | 63,93            | 2                 |
| Vienne    | Tom Evans            | M30          | 63,41            | 5                 |
| Zadar     | Tomasz Osmulski      | M40          | 57,65            | 13                |
| Zoug      | Raphael Josef        | M30          | 63,59            | 4                 |

| Lieu      | Vainqueur            | Classe d'âge | Distance (en km) | Classement global |
| --------- | -------------------- | ------------ | ---------------- | ----------------- |
| Izmir     | Tuğçe Karakaya       | F25          | 36,88            | 41                |
| Ljubljana | Sophia Sundberg      | F35          | 49,39            | 3                 |
| Munich    | Dominika Stelmach    | F40          | 48,25            | 4                 |
| Poznań    | Patrycja Talar       | F35          | 53,56            | 2                 |
| Vienne    | Kerstin Springer     | F18          | 44,20            | 7                 |
| Zadar     | Wioletta Paduszynska | F35          | 43,56            | 10                |
| Zoug      | Luzia Buehler        | F40          | 43,97            | 9                 |

## Wings for Life World Run 2023
La dixième édition à lieu le 7 mai 2023. Avec 206.728 personnes un nouveau record de participation est établi.
Jo Fukuda défend son titre global.
| Classement global | Nom               | Lieu                  | Classe d'âge | Distance (en km) |
| ----------------- | ----------------- | --------------------- | ------------ | ---------------- |
| 1                 | Jo Fukuda         | Shinjuku              | M30          | 69,01            |
| 2                 | Dariusz Nożyński  | Poznań (Flagship Run) | M40          | 68,39            |
| 3                 | Andrei Bogaci     | Bucarest              | M25          | 63,15            |
| 4                 | Blazej Brzezinski | Poznań (Flagship Run) | M35          | 63,11            |
| 5                 | Wojciech Kopec    | Poznań (Flagship Run) | M35          | 62,15            |
| 6                 | Mario Bauernfeind | Vienne (Flagship Run) | M30          | 61,63            |
| 7                 | David Schönherr   | Munich (Flagship Run) | M30          | 61,60            |
| 8                 | Ngai Kang         | Vienne (Flagship Run) | M30          | 61,27            |
| 9                 | Tomasz Kozlowicz  | Poznań (Flagship Run) | M30          | 60,76            |
| 10                | Niklas Sjöblom    | Zoug (Flagship Run)   | M35          | 60,63            |

| Classement global | Nom               | Lieu                  | Classe d'âge | Distance (en km) |
| ----------------- | ----------------- | --------------------- | ------------ | ---------------- |
| 1                 | Kasia Szkoda      | Poznań (Flagship Run) | F30          | 55,07            |
| 2                 | Veronika Mutsch   | Vienne (Flagship Run) | F35          | 49,89            |
| 3                 | Dominika Stelmach | Kakhétie              | F40          | 49,02            |
| 4                 | Patrycia Talar    | Zoug (Flagship Run)   | F35          | 48,78            |
| 5                 | Sandra Urach      | Vienne (Flagship Run) | F45          | 48,26            |
| 6                 | Diana Dzaviza     | Vienne (Flagship Run) | F35          | 47,94            |
| 7                 | Anna Bodnar       | Poznań (Flagship Run) | F40          | 47,37            |
| 8                 | Therese Nordbø    | App Run               | F30          | 47,20            |
| 9                 | Nataša Šustić     | Zadar (Flagship Run)  | F40          | 46,96            |
| 10                | Julia Kuen        | Monguelfo-Tesido      | F18          | 45,35            |

| Lieu      | Vainqueur         | Classe d'âge | Distance (en km) | Classement global |
| --------- | ----------------- | ------------ | ---------------- | ----------------- |
| Ljubljana | Urban Jereb       | M30          | 59,23            | 17                |
| Munich    | David Schönherr   | M30          | 61,60            | 7                 |
| Poznań    | Dariusz Nożyński  | M40          | 67,39            | 2                 |
| Vienne    | Mario Bauernfeind | M30          | 61,91            | 6                 |
| Zadar     | Tomasz Osmulski   | M40          | 50,69            | 55                |
| Zoug      | Niklas Sjöblom    | M35          | 60,73            | 10                |

| Lieu      | Vainqueur        | Classe d'âge | Distance (en km) | Classement global |
| --------- | ---------------- | ------------ | ---------------- | ----------------- |
| Ljubljana | Valerie Rupitsch | F25          | 37,25            | 45                |
| Munich    | Stefanie Hansen  | F30          | 42,76            | 16                |
| Poznań    | Kasia Szkoda     | F30          | 55,07            | 1                 |
| Vienne    | Veronika Mutsch  | F35          | 49,89            | 2                 |
| Zadar     | Nataša Šustić    | F35          | 46,96            | 9                 |
| Zoug      | Patrycja Talar   | F35          | 48,78            | 4                 |

## Wings for Life World Run 2024
2024 voit un nouveau record de participations avec 265.827 personnes le 5 mai 2024. 8.104.499,15 euros sont collectés.
Le vainqueur masculin est de nouveau japonais, même si Jo Fukuda qui court à Vienne prend la 11ème place. Son compatriote Tomoya Watanabe remporte la compétition avec un nouveau record depuis le changement de vitesse de la voiture en 2019. Il court un peu plus que 70 km. La vainqueur féminine est Dominika Stelmach, déjà gagnante en 2017, avec un peu plus de 55 km.
| Classement global | Nom                    | Lieu                  | Classe d'âge | Distance (en km) |
| ----------------- | ---------------------- | --------------------- | ------------ | ---------------- |
| 1                 | Tomoya Watanabe        | Fukuoka               | M30          | 70,10            |
| 2                 | Guillaume Ruel         | Vienne (Flagship Run) | M25          | 68,29            |
| 3                 | Valentin Poncelet      | Bréda (Flagship Run)  | M30          | 66,61            |
| 4                 | Remigio Huaman Quispe  | Bréda (Flagship Run)  | M40          | 65,83            |
| 5                 | Max Rahm               | Munich (Flagship Run) | M25          | 65,28            |
| 6                 | Florian Neuschwander   | Munich (Flagship Run) | M40          | 64,65            |
| 7                 | Oliver Fischer         | Munich (Flagship Run) | M25          | 64,02            |
| 8                 | Dariusz Nożyński       | Poznań (Flagship Run) | M40          | 63,22            |
| 9                 | Alex Milne             | Londres               | M30          | 62,62            |
| 10                | Alexis Trukillo Ortega | Mexico                | M30          | 61,73            |

| Classement global | Nom                      | Lieu                     | Classe d'âge | Distance (en km) |
| ----------------- | ------------------------ | ------------------------ | ------------ | ---------------- |
| 1                 | Dominika Stelmach        | Poznań (Flagship Run)    | F40          | 55,02            |
| 2                 | Nataša Šustić            | Zadar (Flagship Run)     | F35          | 51,58            |
| 3                 | Ingalena Schömburg-Heuck | Munich (Flagship Run)    | F35          | 50,88            |
| 4                 | Camilla Pedersen         | Fredericia               | F40          | 50,28            |
| 5                 | Katja Tegler             | Munich (Flagship Run)    | F25          | 50,11            |
| 6                 | Giulia Fulginiti         | Zoug (Flagship Run)      | F18          | 49,63            |
| 7                 | Pauline van Donkelaar    | Bréda (Flagship Run)     | F35          | 48,35            |
| 8                 | Monika Brzozowska        | Poznań (Flagship Run)    | F35          | 48,03            |
| 9                 | Patrycja Talar           | Ljubljana (Flagship Run) | F35          | 47,79            |
| 10                | Anja Kobs                | Munich (Flagship Run)    | F45          | 47,78            |

| Lieu      | Vainqueur         | Classe d'âge | Distance (en km) | Classement global |
| --------- | ----------------- | ------------ | ---------------- | ----------------- |
| Bréda     | Valentin Poncelet | M30          | 66,61            | 3                 |
| Ljubljana | Domen Hafner      | M30          | 60,48            | 14                |
| Munich    | Max Rahm          | M25          | 65,28            | 5                 |
| Poznań    | Dariusz Nożyński  | M40          | 63,22            | 8                 |
| Vienne    | Guillaume Ruel    | M25          | 68,29            | 2                 |
| Zadar     | Kristijan Rubinić | M30          | 56,02            | 21                |
| Zoug      | Witold Misztela   | M50          | 60,66            | 13                |

| Lieu      | Vainqueur                | Classe d'âge | Distance (en km) | Classement global |
| --------- | ------------------------ | ------------ | ---------------- | ----------------- |
| Bréda     | Pauline van Donkelaar    | F35          | 48,35            | 7                 |
| Ljubljana | Patrycja Talar           | F35          | 47,79            | 9                 |
| Munich    | Ingalena Schömburg-Heuck | F35          | 50,88            | 3                 |
| Poznań    | Dominika Stelmach        | F40          | 55,02            | 1                 |
| Vienne    | Veronika Mutsch          | F35          | 43,85            | 16                |
| Zadar     | Nataša Šustić            | F35          | 51,58            | 2                 |
| Zoug      | Giulia Fulginiti         | F18          | 49,63            | 6                 |

## Wings for Life World Run 2025
Pour la première fois dans l'histoire de la Wings for Life World Run plus de 300.000 personnes ont participé lors de la douzième édition le 4 mai 2025. En tout 310.719 participent à 7 flagship runs, 452 app runs organisés ou seuls avec l'application smartphone.
191 nations sont représentés et 8,6 millions d'euros récolletés pour la fondation.
Jo Fukuda remporte sont troisième titre global, à nouveau lors d'une course de nuit au Japon et avec un nouveau record de 71,67 km. La première dame est Esther Pfeiffer avec 59,03 km à la flagship run de Munich. Son mari Hendrik est premier au même endroit et sixième global avec 66,74 km. A Vienne le vainqueur de 2014 et 2015 Lemawork Ketema parvient à la neuvième place avec 65,03 km.
| Classement global | Nom                          | Lieu                  | Classe d'âge | Distance (en km) |
| ----------------- | ---------------------------- | --------------------- | ------------ | ---------------- |
| 1                 | Jo Fukuda                    | Fukuoka               | M30          | 71,67            |
| 2                 | Andreas Vojta                | Vienne (Flagship Run) | M35          | 68,54            |
| 3                 | Jake Barraclough             | Tokyo                 | M25          | 67,86            |
| 4                 | Valentin Poncelet            | Bréda (Flagship Run)  | M30          | 67,44            |
| 5                 | Dariusz Nożyński             | Poznań (Flagship Run) | M45          | 67,34            |
| 6                 | Hendrik Pfeiffer             | Munich (Flagship Run) | M30          | 66,31            |
| 7                 | Oliver Fischer               | Munich (Flagship Run) | M25          | 66,31            |
| 8                 | Max Rahm                     | Bréda (Flagship Run)  | M25          | 65,90            |
| 9                 | Lemawork Ketema Weldearegaye | Vienne (Flagship Run) | M35          | 65,03            |
| 10                | Jakob Bischofer              | Munich (Flagship Run) | M18          | 63,61            |

| Classement global | Nom                      | Lieu                  | Classe d'âge | Distance (en km) |
| ----------------- | ------------------------ | --------------------- | ------------ | ---------------- |
| 1                 | Esther Pfeiffer          | Munich (Flagship Run) | F25          | 59,03            |
| 2                 | Martyna Mlynarczyk       | Poznań (Flagship Run) | F35          | 57,80            |
| 3                 | Patrycja Talar           | Bréda (Flagship Run)  | F35          | 57,04            |
| 4                 | Nina Usubyan             | App Run               | F35          | 56,42            |
| 5                 | Justyna Karolczak        | Poznań (Flagship Run) | F30          | 51,87            |
| 6                 | Maike Lea Nitsch         | Munich (Flagship Run) | F25          | 51,33            |
| 7                 | Katja Tegler             | Munich (Flagship Run) | F25          | 51,15            |
| 8                 | Florentine Beese         | Munich (Flagship Run) | F18          | 50,54            |
| 9                 | Cornelia Stöckl-Moser    | Vienne (Flagship Run) | F30          | 50,49            |
| 10                | Franziska Huwyler-Inauen | Zoug (Flagship Run)   | F35          | 50,24            |

| Lieu      | Vainqueur         | Classe d'âge | Distance (en km) | Classement global |
| --------- | ----------------- | ------------ | ---------------- | ----------------- |
| Bréda     | Valentin Poncelet | M30          | 67,44            | 4                 |
| Ljubljana | Wojtek Baran      | M40          | 51,72            | 91                |
| Munich    | Hendrik Pfeiffer  | M30          | 66,74            | 6                 |
| Poznań    | Dariusz Nożyński  | M40          | 67,34            | 5                 |
| Vienne    | Andreas Vojta     | M35          | 68,54            | 2                 |
| Zadar     | Slawomir Kaliski  | M35          | 55,07            | 44                |
| Zoug      | Domen Hafner      | M30          | 60,47            | 20                |

| Lieu      | Vainqueur                | Classe d'âge | Distance (en km) | Classement global |
| --------- | ------------------------ | ------------ | ---------------- | ----------------- |
| Bréda     | Patrycja Talar           | F35          | 57,04            | 3                 |
| Ljubljana | Nina Gubanc              | F18          | 41,16            | 42                |
| Munich    | Esther Pfeiffer          | F25          | 59,03            | 1                 |
| Poznań    | Mlynarczyk               | F35          | 57,80            | 2                 |
| Vienne    | Cornelia Stöckl-Moser    | F30          | 50,49            | 9                 |
| Zadar     | Nataša Šustić            | F35          | 46,98            | 14                |
| Zoug      | Franziska Huwyler-Inauen | F35          | 50,24            | 10                |